# Мурза-Чокрак
Мурза-Чокрак (также Юкары-Бахча, Юхары-Коин-Чокрак; укр. Мурза-Чокрак, крымскотат. Mırza Çoqraq, Мырза Чокъракъ) — источник в Крыму, на территории Симферопольского района, у подножия нижнего плато Чатыр-Дага, примерно в 1,5 км южнее современного села Мраморное, на окраине садового товарищества, на высоте 638 над уровнем моря; относится к бассейну реки Тавельчук, ранее служил для обеспечения деревни Хаджи-Агакой.

## Описание
Впервые в доступных исторических документах родник Мурза-Чокрак встречается на верстовке Крыма 1890 года. Н. А. Головкинский в работе «Источники Чатырдага и Бабугана» 1892 года приводится другое название родника — Юхары-Коин-Чокрак. В материалах Партии Крымских водных изысканий 1916 года на этом месте описаны три источника под общим названием Юкары-Бахча и указана высота над уровнем моря 612 м, что в наше время считается некой ошибкой в измерениях. В работе «Гидрогеологические исследования горы Чатырдаг в 1927 г.» родник фигурирует под названием Юрахы-Бахча с дебетом 0,33 л/сек.